# Arabela
Arabelaje ženski roman izpod peresa pisateljice Pavline Pajkove. Delo je bilo objavljeno v leposlovnem in znanstvenem listu Kres, ki so ga tiskali pri Družbi sv. Mohorja v Celovcu. Arabela vsebuje 20 poglavij. Pavlina Pajk je tekst objavljala od 1. januarja do 1. novembra 1885.  

## Vsebina
Arabela je sirota, ki živi pri svojem stricu, Židu Izidorju Karpelesu. Pripravljajo poroko z bratrancem Samuelom, ki ga ona ne ljubi, čeprav je boljši od drugih članov Karpelesove družine, zlasti od hudobne matere Rebeke in razvajenega sinčka Davida. Stric jo hoče poročiti v družino zaradi njenega bogastva, ki ga kot rejnik upravlja in ki ga je že več kot polovico porabil. Denar naj bi pomagal njegovi propadajoči trgovini. Arabela odkrije na podstrešju noro žensko, ki jo oskrbuje vrtnarica po skrivnem naročilu Karpeleske. Opravilo po tihem prevzame Arabela in norici lajša težke ure. Karpeleska to odkrije in norico skrije v klet, a jo tudi tam Arabela najde. Ob smrti blaznice izve, da je bila to njena mati, ki je bila na skrivaj poročena s katolikom, po moževi smrti (v dvoboju ga ubije Karpeles)pa zaprta na podstrešju, kjer se ji je zmešalo. Položaj se zaplete, ko se v Arabelo zaljubi nerodni znanstvenik, profesor Walter Waldek, njihov podnajemnik. Ljubosumni in strastni Samuel povabi Waldeka na dvoboj, vendar do njega zaradi razkritja noričine skrivnosti ne pride. Stari Karpeles se po ekonomskem polomu ubije, sin Samuel pa zbeži v Ameriko. Iz materinih pisem Arabela izve, da je bila krščena, njo pa so Karpelesi vzgajali v židovskem duhu. Preseli se k Walterjevim staršem, medtem ko on študira v mestu. Ko v krščanskem nauku nadoknadi vse zamujeno, se Arabela in Walter poročita.   